# Fürstentum Albanien (1368–1392)
Das Fürstentum Albanien (albanisch Principata e Arbërisë) (1368–1392) war ein albanisches Fürstentum, das nach der Zerstörung des Königreichs Albanien von Karl Thopia gegründet wurde. Das Fürstentum wechselte bis 1392 zwischen der Thopia-Dynastie und der Balšić-Dynastie, als Durazzo (Durrës) von der Republik Venedig annektiert wurde.

## Geschichte

### Vorgeschichte

Wappen der Herzöge von Durazzo

Nach dem Tod Philipps I., Fürst von Tarent, Albanien, Achaia und lateinischer Titularkaiser von Konstantinopel aus dem älteren Haus Anjou weigerte sich im Jahr 1332 Johann von Anjou, Fürst von Achaia, seinen unmündigen Neffen Robert von Tarent als neuen Herrscher von Achaia anzuerkennen. Um einen längeren Konflikt mit ihm zu vermeiden, verzichtete er zugunsten Roberts auf das Fürstentum Achaia zusammen mit einem Darlehen von 5.000 Unzen Gold. Als Gegenleistung erhielt er die wichtige kommerzielle und strategische Hafenstadt Durazzo (Durrës). Fortan nannte sich Johann Herzog von Durazzo (1333–1336). Als „Herzogtum Durazzo“ sollte es, mit Unterbrechungen, bis 1368 bestehen. Die Vereinbarung wurde vom Papst im Januar 1333 und von Robert von Anjou, König von Neapel, am 14. März 1338 bestätigt.
Nachfolger des Herzogtums von Durazzo waren Karl (1336–1348) und Johanna (1348–1368).
Bis 1343 hatte der serbische König Stefan Uroš IV. Dušan fast ganz Albanien erobert. Durazzo war die einzige albanische Stadt, die der Eroberung dank der Verteidigung des Herzogtums durch Tanusio Thopia im Namen der Anjou entgangen war.
Ein Sohn von ihm, Andrea, der sich in Fiametta, eine Tochter von Robert von Anjou, verliebt und sie gegen den Willen des Königs geheiratet hatte, wurde, zusammen mit seiner Frau, auf Anlass des Königs, getötet. Aus der Ehe gingen zwei Söhne, Georg und Karl, hervor, die in der Festung von Kruja aufwuchsen und schworen, ihre Eltern zu rächen und, da in ihren Adern angevinischen Blut floss, ihre angevinischen Rechte geltend zu machen.
Ab 1350 bot sich Durazzo der Republik Venedig an. Es war das erste Mal, dass eine albanische Stadt ein Bündnis mit Venedig eingehen wollte. Venedig hatte jedoch zu dem Zeitpunkt kein Interesse daran, da es noch im Besitz von Dalmatien war. Außerdem wollten sich die Venezianer  auf keinen Kampf mit den rechtmäßigen Eigentümern, den Anjou, einlassen und dem serbischen Kaiser Stefan Uroš IV. Dušan keine Unhöflichkeit antun. Sie lehnten ab.

### Das Fürstentum unter Karl Thopia
1361 wurde Durazzo, das von einem Kapitän im Namen von Johanna von Durazzo regiert wurde, von Karl Thopia belagert. Johanna lebte vornehmlich in Neapel und kümmerte sich nicht weiter um ihr Herzogtum.

In die Auseinandersetzung waren auch die Republiken Venedig und Ragusa, die Händlerkolonien in der Stadt hatten, und Georg Balšić, Sohn von Balša I., verwickelt. Eine Seuche dezimierte Belagerer und Belagerte. Der  angevinische Kapitän musste sich schließlich 1363 ergeben und Karl Topia wurde Herr von Durazzo. Viele albanische Partisanen der Königin von Neapel, Johanna I., flohen, um den Repressalien des neuen Herrn zu entkommen, ins Königreich Neapel, wo sie sich als Arbëresh niederließen.
Thopia hatte sich schon zuvor als Princeps Albaniae bezeichnet. In venezianischen Dokumenten wird er zum ersten Mal am 12. Mai 1372 mit diesem Titel erwähnt.

1366 war ihm das venezianische Bürgerrecht verliehen worden. Trotzdem war das Verhältnis zur Republik Venedig von zahlreichen Spannungen geprägt, die insbesondere durch die Piraterie aus Durazzo begründet war. Venedig selbst gab Thopia zu verstehen, dass er die  räuberischen Unternehmen, denen sich die Einwohner von Durazzo anscheinend widmen wollten, nicht erlauben durfte.
In der Zwischenzeit trug Ludwig von Navarra ab 1366 durch seine Ehe mit Johanna von Anjou, Herzogin von Durazzo, selbst den Titel eines Herzogs von Durazzo, den er, nachdem die Stadt 1363 in die Hand des albanischen Fürsten Karl Thopia gefallen war, zurückzuerobern versuchte. Als er aber an Land ging, starb er, und seine Söldnertruppe begann auf eigene Faust Krieg gegen die Albaner und Karl Thopia zu führen. Thopia wandte sich an seinen Schwager Georg Balšić, und Durazzo wurde mühelos von den Söldnern befreit.
Wenig später begannen die beiden Verbündeten zu streiten, aber Durazzo blieb vorerst in Thopias Hand (1376). 1383 tauchten die Balšić vor Durazzo auf und Balša II. kam überraschend in den Besitz der Stadt mit ihrem wichtigen Hafen.

### Das Fürstentum unter Balša II.

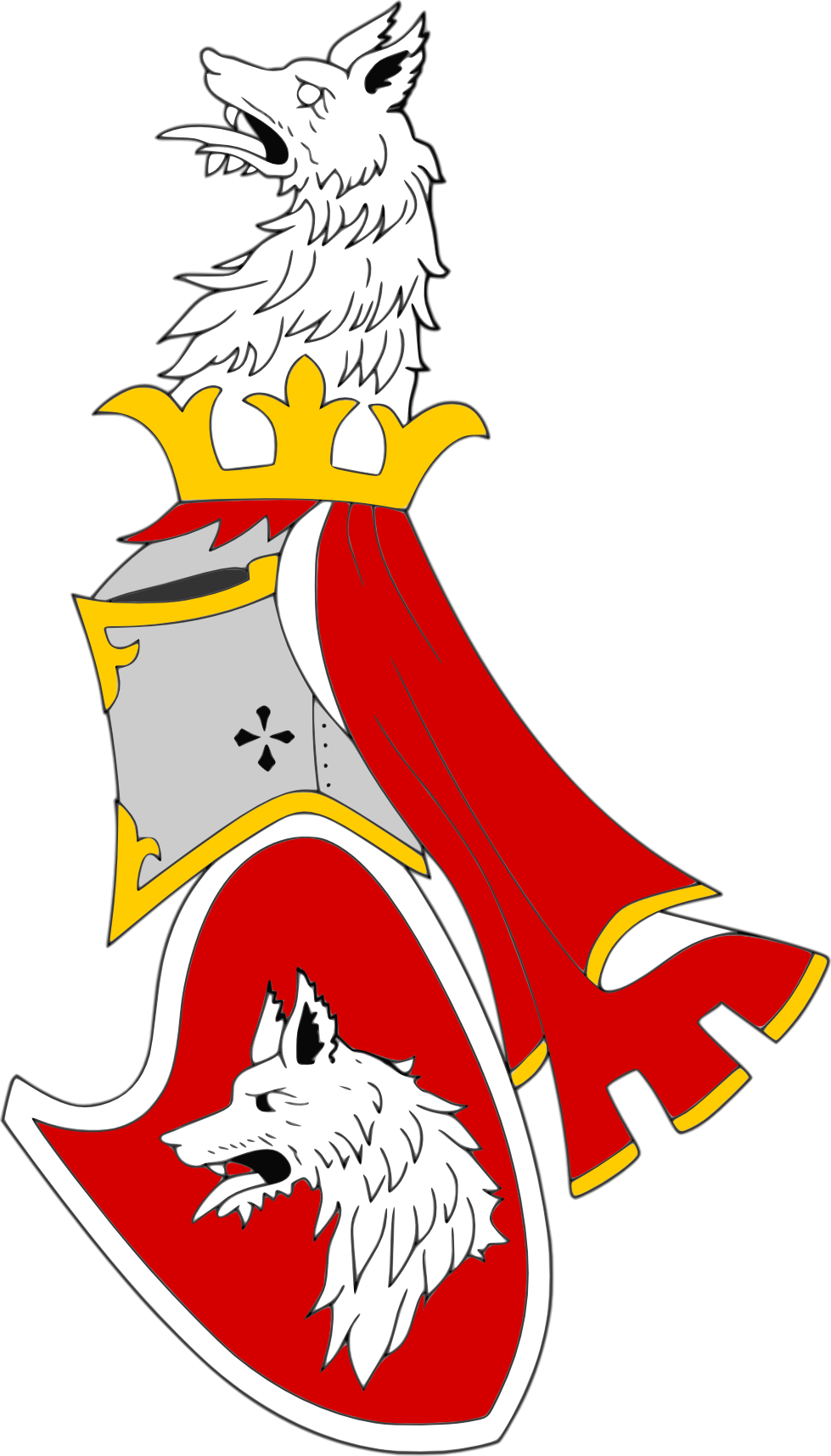
Wappen der Balšići

Balša II. hatte mehrere Kriege gegen seinen Rivalen und Schwager Karl Thopia geführt, bis er ihm 1385 (in anderen Quellen: 1383) Durazzo entreißen konnte, was den Höhepunkt der Balšić darstellte. Balša schmückte sich mit dem Titel Dux Dyrrachii. Es schien, als könnte er sich zum alleinigen Herren eines Fürstentums aufschwingen, das von Montenegro bis nach Himara im Süden des heutigen Albaniens reichte.

Topia aber wandte sich an die Osmanen, um mit ihrer Hilfe wieder in den Besitz der Stadt zu kommen. Tatsächlich kam der Großwesir Khair ed-dīn Pascha nach Albanien und zwei Jahre später, in der Schlacht von Savra in der Myzeqe an der Vjosa, wurde Balša mit seinen 11.000 Kriegern entscheidend geschlagen; Balša kam dabei ums Leben. Sein Kopf würde in einen Sack gesteckt und dem Sultan als Verkündigung des Sieges geschickt.

### Erneute Herrschaft von Karl Thopia
Topia erhielt auf diese Weise sein Besitztum Durazzo zurück. Es sollte sich herausstellen, dass es ein großer Fehler war, die Osmanen um Hilfe zu bitten, denn nun war ihr Ziel die wichtige Position von Durazzo selbst einzunehmen. Er wandte sich an die einzige Macht, die ihm helfen konnte und von der er immer gut angesehen war: die Republik Venedig.

Am 17. August 1386 schlossen die Republik und der albanische Fürst ein förmliches Bündnis, das notariell von Nicolò Foscari bestätigt wurde. Karl verpflichtete sich an allen Kriegen der Republik teilzunehmen oder Hilfsgelder zu zahlen und Getreide zu liefern. Außerdem versprach er den venezianischen Kaufleuten Schutz in seinem Land. Die Republik lieferte ihm im Gegenzug, gegen Bezahlung, eine Galeere, erlaubte ihm, Söldner in ihren Gebieten zu werben und wies den Kapitän ihrer Adria-Flotte an, Thopias Küsten gegen die Osmanen zu schützen. Diese unternahmen seit 1386 mehrere schwere Angriffe auf Durazzo, so dass Topias Boten am 14. Mai 1387 Venedig die Stadt Durazzo anboten und die Republik baten, einen Preis festzulegen. Der Senat, der die schwierige Lage von Durazzo kannte, überredeten die Boten auf sanftem Weg, den letzten Willen ihres Herrn darzulegen. So erfuhr man, dass Thopia, im Falle der Machtlosigkeit den Osmanen standzuhalten, bereit war Durazzo aufzugeben, vorausgesetzt, dass er „ehrenvoll“ in einem Gebiet der Republik, in Candia oder in Negroponte leben durfte. Ihm wurde geantwortet, dass er als lieber Freund für sich und für die Ehre der ganzen Christenheit
die Pflicht hätte, die Stadt Durazzo mit allen Kräften zu verteidigen. Nur im Falle der höchsten Gefahr, sollte er sein Besitztum und seine Festungen in die Hände des Kapitäns im Golf abtreten. Im Gegenzug würde er die Gewährleistung auf sein Leben und sein Vermögen erhalten. Venedig handelte mit Vorsicht, um sich sowohl der Aufrichtigkeit Thopias zu vergewissern als auch Konsequenzen mit den Osmanen durch eine Besetzung zu verhindern.
Im Januar 1388 informierte der in Durazzo lebende venezianische Konsul Antonio Pietropiccoli, dass die Stadt von den Osmanen angegriffen wurde. Thopia hielt dem Angriff stand, starb aber Ende Januar desselben Jahres. Ihm folgte sein Sohn Georg (albanisch: Gjergj) in der Herrschaft nach.

### Das Fürstentum unter Georg Thopia
Georg hatte 1388 nur mehr einen kleinen Teil vom Fürstentum seines Vaters übernehmen können, denn ein Großteil war bereits zu Lebzeiten in die Hände der Osmanen gefallen. Übrig geblieben war wenig mehr als die Hafenstadt Durazzo und deren nächste Umgebung. Trotzdem meinte er, nicht in der verzweifelten Lage zu sein und sich Venedig zu ergeben.
Um die Eroberung der Hafenstadt durch die Türken zu verhindern, lehnte sich Georg Thopia, wie sein Vater, eng an die Republik Venedig an. Am 19. März 1388 wurde der Sopracomito (Kommandant einer Galeere) Nicolò Soranzo beauftragt, sich mit seiner Galeere nach Durazzo zu begeben, dort die Lage einzusehen, den Willen Thopias anzuhören, ihm Soldaten gegen Entgelt oder auf Kosten der Regierung anzubieten und ihn fragen, was die Republik tun könnte. Der venezianische Senat erklärte sich bereit, Georg mit Getreidelieferungen und Truppen (letztere jedoch nicht in zu großer Anzahl) zu unterstützen. Gleichzeitig signalisierte man ihm, dass die Republik auch die volle Herrschaft in Durazzo übernehmen würde, falls Georg dies wünsche. Venedig war ohnehin entschlossen, im Falle seines Todes ohne Weiteres sein Erbe anzutreten, damit der wichtige Stützpunkt nicht in die Hände der Osmanen fiele.

### Übergang an die Republik Venedig

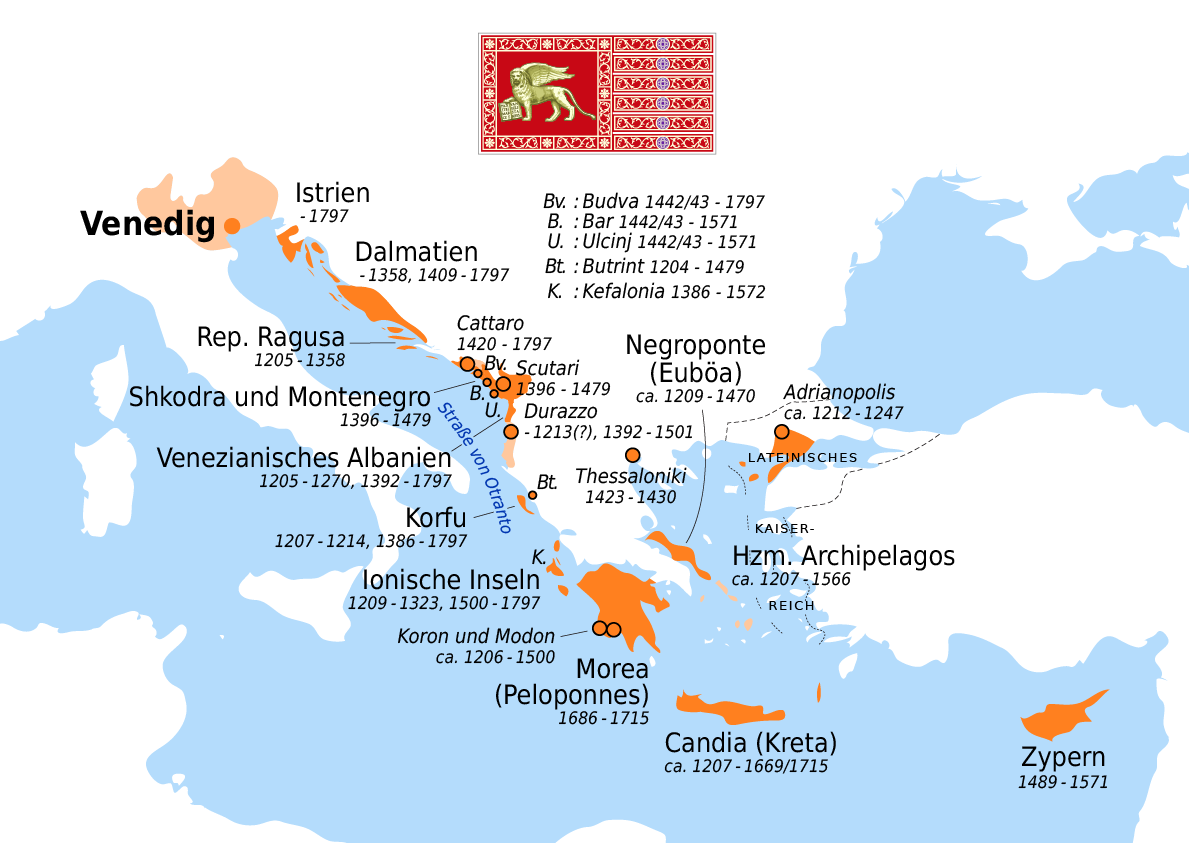
Venezianische Kolonien und Stützpunkte

Als die Osmanen im Oktober 1388 einen neuen Angriff auf Durazzo unternahmen, erschienen Gesandte Georgs in Venedig und weilten dort bis Ende Februar 1389; man sprach ihnen Mut zu, und der venezianischen Kapitän der Flotte des Golfes lieferte dem Fürsten neue Truppen zur Besatzung. Zu Georg Thopias Unglück verbündete sich das nordalbanische Adelsgeschlecht der Dukagjin mit den Osmanen, und auch Konstantin Balšić, der mit Georgs Tochter Helena verheiratet war, wandte sich an Sultan Bayezid I., damit dieser ihm die Herrschaft über Durazzo als Lehen erteile.
Am 13. April 1391 erklärte Papst Bonifatius IX. Georgs Absetzung, weil er zum Gegenpapst hielt. In dieser Situation entschlossen sich die Venezianer zum Handeln und übernahmen am 2. Mai 1391 die Kontrolle in der Hafenstadt, ohne jedoch Georg Thopia formal abzusetzen. In die Festung wurden die Truppen dem Kastellan Paolo da Canale unterstellt, und der Adelige Marino Cocco (1391–1393) wurde dem Fürsten als Rettore zur Seite gestellt und übernahm für ihn die Regierungsgeschäfte. Da sich Georgs Gesundheitszustand täglich verschlimmerte, wurde dem venezianischen Kapitän der Flotte des Golfes Saraceno Dandolo am 8. März 1392 eine Vollmacht zur „friedlichen“ Besitznahme der Stadt und der Burg ausgestellt. Sobald Dandolo vor Thopia erschien, trat dieser die Burg an Venedig ab und hisste das schützende Banner der Republik. Außer der Burgkirche sollten ihm die Stadt und deren Einkünfte auf Lebenszeit verbleiben und erst nach seinem Tod an Venedig fallen.

Flagge der Republik Venedig

Der Vertrag über die Inbesitznahme wurde am 18. August 1392 vom Dogen Antonio Venier ratifiziert. Er gelobte Georg Schutz und Vermittlung seinen Nachbarn gegenüber, ermahnte ihn aber zugleich, mit letzteren Frieden zu halten und als ein guter, milder und gerechter Fürst zu regieren. Georg wurde mit Geld unterstützt, und man sandte ihm ein neues Banner des heiligen Markus. Ferner wurde den Albanern, die im osmanischen Land lebten, freien Zugang zur Stadt Durazzo gestattet. Dandolo wurde angewiesen, Georg Zuckerwerk und Konfitüren zu liefern, damit der Kranke Fürst sich daran erquicke.
Im Oktober 1392 meldete der venezianische Konsul Antonio de Pieripizzoli, dass Georg gestorben sei und die sechs angesehensten Bürger der Stadt sich für Venedig erklärt hätten. Michele Contarini und Pietro Quirini wurden zu Provveditoren ernannt, um die Verwaltung der Stadt aus den Händen des Rettoren und des Kastellans zu übernehmen. Am 20. Februar 1393 erfolgte die Ernennung von Francesco Giorgio zum Bailò und Kapitän von Durazzo auf zwei Jahre (1393–1395). Cocco übergab ihm die Stadt.
Durazzo blieb bis 1501 unter venezianischer Herrschaft, als die Osmanen die Stadt im Handstreich nahmen. Am 20. Mai 1503 schloss Sultan Bayezid II. Frieden mit Venedig, den der Doge am 6. Oktober bestätigte. Zwei Drittel der Bevölkerung konvertierte zum Islam.